# Microstomus
Microstomus is een geslacht van straalvinnige vissen uit de familie van schollen (Pleuronectidae).

## Soorten
- Microstomus achne (Jordan & Starks, 1904)
- Microstomus kitt Walbaum, 1792 – Tongschar
- Microstomus pacificus (Lockington, 1879)
- Microstomus shuntovi Borets, 1983